# Sztyepnojei járás
A Sztyepnojei járás (oroszul Степновский муниципальный район) Oroszország egyik járása a Sztavropoli határterületen. Székhelye Sztyepnoje.

## Népesség
- 1989-ben 19 520 lakosa volt.
- 2002-ben 23 315 lakosa volt.
- 2010-ben 22 192 lakosa volt, melyből 13 881 orosz, 2 985 dargin, 1 651 nogaj, 803 avar, 512 örmény, 288 grúz, 287 kumik, 241 tabaszaran, 199 oszét, 137 ukrán, 114 lezg, 111 tatár, 71 lak, 69 német, 63 koreai, 51 agul, 33 fehérorosz, 32 azeri, 25 ingus stb.